# 秋日傘
『秋日傘』（あきひがさ）は、2015年10月7日に日本コロムビアから発売された中西保志の通算18枚目のシングル。

## 収録曲
1. 秋日傘
作詞：康珍化[2]、作曲：都志見隆、編曲：河野伸
  - NHK「ラジオ深夜便」番組内「深夜便のうた」2015年10月-12月使用曲
2. 最後の雨
作詞：夏目純、作曲：都志見隆、編曲：富田素弘
3. 歓送の歌
作詞：小椋佳、作曲：星勝、編曲：富田素弘
4. LAST CALL
作詞・作曲：中西保志、編曲：鳥山雄司
5. 秋日傘（オリジナル・カラオケ）